# Domen Makuc
Domen Makuc   (Postojna, 1 de juliol de 2000) és jugador professional d'handbol eslovè que ocupa la posició de central.
El 2016 va debutar, amb només 16 anys, al primer equip del RK Celje. El 2020 va fitxar pel FC Barcelona.